# 紀元前403年
紀元前403年（きげんぜん403ねん）は、ローマ暦の年である。
当時は、「マメルキヌス、ウアルス、ポティトゥス、ルルス、クラッスス、フススが執政武官に就任した年」として知られていた（もしくは、それほど使われてはいないが、ローマ建国紀元351年）。紀年法として西暦（キリスト紀元）がヨーロッパで広く普及した中世時代初期以降、この年は紀元前403年と表記されるのが一般的となった。

## 他の紀年法
- 干支 : 戊寅
- 日本
  - 皇紀258年
  - 孝昭天皇73年
- 中国
  - 周 - 威烈王23年
  - 秦 - 簡公12年
  - 晋 - 烈公13年
  - 楚 - 声王5年
  - 斉 - 康公2年
  - 燕 - 簡公12年
  - 趙 - 烈侯6年
  - 魏 - 文侯43年
  - 韓 - 景侯6年
- 朝鮮
  - 檀紀1931年
- ベトナム :
- 仏滅紀元 : 142年
- ユダヤ暦 : 3358年 - 3359年

## できごと

### ギリシア
- 戦勝者スパルタによりアテナイの統治体制として設けられた、三十人政権と称される寡頭制の新政権に対して、トラシュブロス は民主派による抵抗を主導した。アテネを追われた者たちで構成した小集団を率いてアッティケーを襲い、続く戦いで、まずスパルタの守備隊を破り、さらに三十人政権軍（スパルタの将軍リュサンドロスも加わっていた）をムニュキアの戦い (Battle of Munichia) で破った。三十人政権の中心人物のひとりクリティアスは、この戦いで討ち死にした。
- 三十人政権軍を破り、ペイライエウス（現在のピレウス）を占領していたアテナイからの亡命者たち間で、ペイライエウスの戦い (Battle of Piraeus) が戦われているところへ、スパルタ軍が来襲した。この戦闘では、スパルタ軍が辛勝したが、両軍とも多数の死傷者を出した。戦いの後、アギス朝スパルタ王パウサニアスは、民主派の党派抗争を仲裁して、アテナイとペイライエウスの再統合とアテナイの民主化への途を開いた。三十人政権の残党は、エレウシスへの亡命が許された。
- トラシュブロスはアテナイに民主政を回復し、極端な寡頭制論者を除いて、すべての者に恩赦を与えた。反寡頭制を論じる上で、トラシュブロスを支えたのは、アテナイの雄弁家であったリュシアスであった。
- アテナイの雄弁家・政治家であったアンドキデスは、紀元前415年のアテナイによるシチリア遠征の際、出発前夜にヘルマが破損された事件に関わってアテナイを離れていたが、恩赦を受けて亡命先からアテナイへ帰還した。

### 中国
- 周（東周）は、三晋の独立を追認し、韓・趙・魏を諸侯の列に加えた。戦国時代（ - 紀元前221年）の始まりとして伝統的に言及される時点のひとつ。
- 魏斯が魏侯に封じられ魏の文侯となる。文侯は儒教を尊び、李克・呉起・西門豹といった有能な政治顧問を登用した。
- 趙籍が趙侯に封じられ趙の列侯となる。
- 韓虔が韓侯に封じられ韓の景侯となる。
- 北宋の司馬光による中国史史書『資治通鑑』はこの年から始まる。

### 文学
- エポニュモス・アルコン（執政官）エウクレイデス (Eucleides) の下で、アテナイは正書法の改革を行ない、「Η, η（エータ）」と「Ω, ω（オメガ）」を含むイオニア式の綴り字を採用した。この新しいアルファベットは、「エウクレイデスのアルファベット」と称されるようになった。

## 死去
- クリティアス、アテナイの三十人政権における寡頭制の中心人物（* 紀元前460年）